# Баронселли, Жак де
Мари́ Жозе́ф Анри́ Жак де Баронселли́-Жаво́н (фр. Marie Joseph Henri Jacques de Baroncelli, 9e baron de Baroncelli-Javon; 25 июня 1881, Буйарг, Франция — 12 января 1951, Париж, Франция) — французский кинорежиссёр, сценарист и продюсер. Барон.

## Биография
Начинал как журналист. С 1915 года работает в кино («Un signal dans la nuit»). Ему принадлежат тщательно выполненные экранизации произведений французской литературы. Писал сценарии к большинству своих лент, иногда выступал как продюсер. Часто обращался к морской тематике. В 1922—1923 годах ассистентом на его картинах работал Рене Клер.
Отец кинокритика Жана де Баронселли (1914—1998).

## Фильмография

### Режиссёр
- 1915 — / Un signal dans la nuit
- 1915 — / Trois filles en portefeuille
- 1915 — / Lequel ?
- 1915 — / Le Drame du château de Saint-Privat
- 1915 — / La Classe 1935
- 1916 — / Soupçon tragique
- 1916 — / Le Suicide de Sir Letson
- 1916 — Новая Антигона / La Nouvelle Antigone
- 1916 — / Noël cambrioleur
- 1916 — / La Main qui étreint
- 1916 — Суд Соломона / Le Jugement de Salomon
- 1916 — / La Faute de Pierre Vaisy
- 1916 — Дом надежды / La Maison de l’espoir
- 1917 — / L’Inconnue
- 1917 — / Une vengeance
- 1917 — / Le Procureur Lesnin
- 1917 — / Pile ou face
- 1917 — / L’Hallali
- 1917 — / Le Roi de la mer
- 1918 — Скандал / Le Scandale
- 1918 — / Une mascotte
- 1918 — / Les Trois K.K.
- 1918 — / La revenante
- 1918 — / Le Fils naturel
- 1918 — / Le Délai
- 1918 — / Le Retour aux champs
- 1919 — Рамунчо / Ramuntcho (по роману Пьера Лоти)
- 1920 — / La Rafale
- 1921 — Шампи-Тортю / Champi-tortu
- 1921 — Сновидение / Le Rêve (по роману Эмиль Золя)
- 1921 — Отец Горио / Le Père Goriot (по роману Оноре де Бальзака)
- 1922 — Роже Стыдливый / Roger la Honte
- 1923 — Легенда о сестре Беатрис / La Légende de sœur Béatrix
- 1924 — Нене / Nène
- 1924 — Исландские рыбаки / Pêcheur d’Islande (по роману Пьера Лоти)
- 1925 — Армейское дежурство / Veille d’armes
- 1926 — / Nitchevo (по роману Изабель Оссер[фр.])
- 1926 — Огонь! / Feu !
- 1927 — Дуэль / Le Duel
- 1929 — Женщина и паяц / La Femme et le Pantin (по роману Пьера Луиса)
- 1930 — Арлезианка / L’Arlésienne (по роману Альфонса Доде)
- 1931 — Сновидение / Le Rêve (по роману Эмиль Золя)
- 1931 — Я буду одна после полуночи / Je serai seule après minuit (по роману Альбера-Жана[фр.])
- 1932 — / Le Dernier Choc
- 1933 — Друг Фриц / L’Ami Fritz (по роману Эмиля Эркманна и Александра Шатриана)
- 1934 — Кренкебиль / Crainquebille (по роману Анатоля Франса)
- 1934 — Песни Парижа / Chansons de Paris
- 1934 — / Roi de Camargue (по роману Жана Экара)
- 1934 — Прекращение огня / Cessez le feu
- 1935 — / Aux portes de Paris (с Шарлем Барруа[фр.])
- 1936 — Михаил Строгов / Michel Strogoff (по роману Жюля Верна)
- 1936 — Ничево / Nitchevo (по роману Изабель Оссер[фр.])
- 1937 — Огонь! / Feu !
- 1938 — С. О. С. Сахара / S.O.S. Sahara
- 1938 — Счастливая звезда / Belle Étoile
- 1940 — Человек из Нигера / L’Homme du Niger
- 1941 — Вольпоне / Volpone (по пьесе Бена Джонсона)
- 1941 — Сгоревший павильон / Le pavillon brûle (по пьесе Стива Пассо[фр.])
- 1941 — / Ce n’est pas moi
- 1942 — Герцогиня Ланже / La Duchesse de Langeais (по роману Оноре де Бальзака)
- 1942 — / Soyez les bienvenus
- 1942 — Ольван / Haut-le-Vent (по роману Жана Виньо)
- 1943 — Добродетельная Катрин / L’Honorable Catherine
- 1943 — Парижские тайны / Les Mystères de Paris (по роману Эжена Сю)
- 1945 — Ложная тревога / Fausse alerte (снят в 1940 году)
- 1945 — Нищенка Мари / Marie la Misère
- 1946 — / Tant que je vivrai
- 1946 — / La Rose de la mer (по роману Поля Виалара)
- 1948 — Рокамболь / Rocambole (по роману Пьера Алексиса Понсона дю Террайлю)
- 1948 — Реванш Баккары / La Revanche de Baccarat (по роману Пьера Алексиса Понсона дю Террайлю)